# Гребля на байдарках и каноэ на летних Олимпийских играх 1984
Соревнования по гребле на байдарках и каноэ на летних Олимпийских играх 1984 года проходили на искусственном озере Каситас. На этих Олимпийских играх впервые прошли соревнования по гребле на байдарках-четвёрках среди женщин.

## Общий медальный зачёт
| Место | Страна         | Золото | Серебро | Бронза | Всего |
| ----- | -------------- | ------ | ------- | ------ | ----- |
| 1     | Новая Зеландия | 4      | 0       | 0      | 4     |
| 2     | Швеция         | 2      | 4       | 0      | 6     |
| 3     | Канада         | 2      | 2       | 2      | 6     |
| 4     | Румыния        | 2      | 1       | 1      | 4     |
| 5     | Югославия      | 1      | 2       | 0      | 3     |
| 6     | ФРГ            | 1      | 1       | 1      | 3     |
| 7     | Франция        | 0      | 1       | 3      | 4     |
| 8     | Дания          | 0      | 1       | 1      | 2     |
| 9     | Австралия      | 0      | 0       | 1      | 1     |
| 9     | Испания        | 0      | 0       | 1      | 1     |
| 9     | Нидерланды     | 0      | 0       | 1      | 1     |
| 9     | США            | 0      | 0       | 1      | 1     |

## Медалисты

### Мужчины
| Дисциплина                 | Золото                                                                         | Серебро                                                                      | Бронза                                                                    |
| -------------------------- | ------------------------------------------------------------------------------ | ---------------------------------------------------------------------------- | ------------------------------------------------------------------------- |
| Каноэ-одиночка — 500 м     | Ларри Кейн Канада                                                              | Хеннинг Люнге Якобсен Дания                                                  | Костикэ Олару Румыния                                                     |
| Каноэ-одиночка — 1000 м    | Ульрих Айке ФРГ                                                                | Ларри Кейн Канада                                                            | Хеннинг Люнге Якобсен Дания                                               |
| Каноэ-двойка — 500 м       | Югославия · Матия Любек · Мирко Нишович                                        | Румыния · Иван Пацайкин · Тома Симьонов                                      | Испания · Энрике Мигес Гомес · Нарсисо Суарес Амадор                      |
| Каноэ-двойка — 1000 м      | Румыния · Иван Пацайкин · Тома Симьонов                                        | Югославия · Матия Любек · Мирко Нишович                                      | Франция · Дидье Уайе · Эрик Рено                                          |
| Байдарка-одиночка — 500 м  | Иэн Фергюсон Новая Зеландия                                                    | Ларс-Эрик Муберг Швеция                                                      | Бернар Брежон Франция                                                     |
| Байдарка-одиночка — 1000 м | Алан Томпсон Новая Зеландия                                                    | Милан Янич Югославия                                                         | Грег Бартон США                                                           |
| Байдарка-двойка — 500 м    | Новая Зеландия · Иэн Фергюсон · Пол Макдональд                                 | Швеция · Пер-Инге Бенгтссон · Ларс-Эрик Муберг                               | Канада · Олвин Моррис · Хью Фишер                                         |
| Байдарка-двойка — 1000 м   | Канада · Олвин Моррис · Хью Фишер                                              | Франция · Бернар Брежон · Патрик Лефулон                                     | Австралия · Барри Келли · Грант Кенни                                     |
| Байдарка-четвёрка — 1000 м | Новая Зеландия · Грант Брэмуэлл · Иэн Фергюсон · Пол Макдональд · Алан Томпсон | Швеция · Пер-Инге Бенгтссон · Томми Карлс · Томас Ульссон · Ларс-Эрик Муберг | Франция · Франсуа Бару · Филипп Боккара · Паскаль Бушери · Дидье Вавассёр |

### Женщины
| Дисциплина                | Золото                                                                          | Серебро                                                                  | Бронза                                                                    |
| ------------------------- | ------------------------------------------------------------------------------- | ------------------------------------------------------------------------ | ------------------------------------------------------------------------- |
| Байдарка-одиночка — 500 м | Агнета Андерссон Швеция                                                         | Барбара Шюттпельц ФРГ                                                    | Аннемик Деркс Нидерланды                                                  |
| Байдарка-двойка — 500 м   | Швеция · Агнета Андерссон · Анна Ульссон                                        | Канада · Александра Барре · Сьюзан Холлоуэй                              | ФРГ · Йозефа Идем · Барбара Шюттпельц                                     |
| Байдарка-четвёрка — 500 м | Румыния · Агафия Константин · Настасия Йонеску · Текла Маринеску · Мария Штефан | Швеция · Агнета Андерссон · Сюзанна Виберг · Эва Карлссон · Анна Ульссон | Канада · Александра Барре · Люси Гуэй · Сьюзан Холлоуэй · Барбара Олмстед |